# Особая ударная дивизия
Особая ударная дивизия, также Особая армянская стрелковая дивизия или Армянская особая дивизия или Западноармянская дивизия — нерегулярное военное соединение, состоявшее преимущественно из армян, под командованием Андраника Озаняна.

## История
Особая ударная дивизия была создана 22 декабря 1917 приказом главнокомандующего войсками Кавказского фронта Пржевальского.
Этим же приказом главкома включена в состав Армянского корпуса как Западноармянская дивизия. Командующим был назначен армянский генерал Андраник.
Помимо армян в дивизии были также русские солдаты и офицеры (в основном казаки), греки, ассирийцы, езиды.
Западноармянская дивизия состояла из трёх бригад:
1. 1 бригада — Эрзурумский и Ерзнкайский  (Эрзинджанский) полки (по два батальона), 2 горные батареи, конный полк (300 всадников)
2. 2 бригада — Хынысский и Караклисский полки (по два батальона), 2 горные батареи
3. 3 бригада — Первый Ванский полк (два батальона), 2 горные батареи, Зейтунский конный полк (300 всадников).

Дивизия участвовала в военных действиях против турок во время их вторжения в Закавказье, в частности в Армяно-турецкой войне 1918.
После Батумского договора, который Андраник не признал, дивизия направилась в Зангезур, где летом и осенью вела бои против местного мусульманского ополчения.
В ноябре 1918 Андраник со своей дивизией попробовал вторгнуться в Карабах, но был остановлен англичанами, которые заявили об окончании Первой мировой войны.
Разочаровавшись в англичанах, в марте 1919 Андраник покидает Зангезур, и в апреле 1919 года, прибыв в Эчмиадзин, расформировывает подчиненное ему войско и уезжает за границу.